# مشکان (شهربابک)
مشکان روستایی در دهستان میمند واقع در بخش مرکزی شهرستان شهربابک استان کرمان است. در سرشماری سال ۱۳۸۵ به وجود این روستا اشاره شده اما جمعیت آن ذکر نگردیده است.